# 阿兹布鲁克
阿兹布鲁克（法語：Hazebrouck，法語發音：[azbʁuk]），法国北部城市，上法蘭西大區北部省的一个市镇，隶属于敦刻尔克区，其市镇面积为26.2平方公里，2022年1月1日时人口数量为21,785人，在法国城市中排名第431位。
阿兹布鲁克位于北部省西北部，距离比利时边境约16公里，是一个区域性的中心城市，历史上因纺织业而兴盛，现为重要的铁路枢纽，里尔－加来和阿拉斯－敦刻尔克两条铁路在此交汇。

## 地名来源

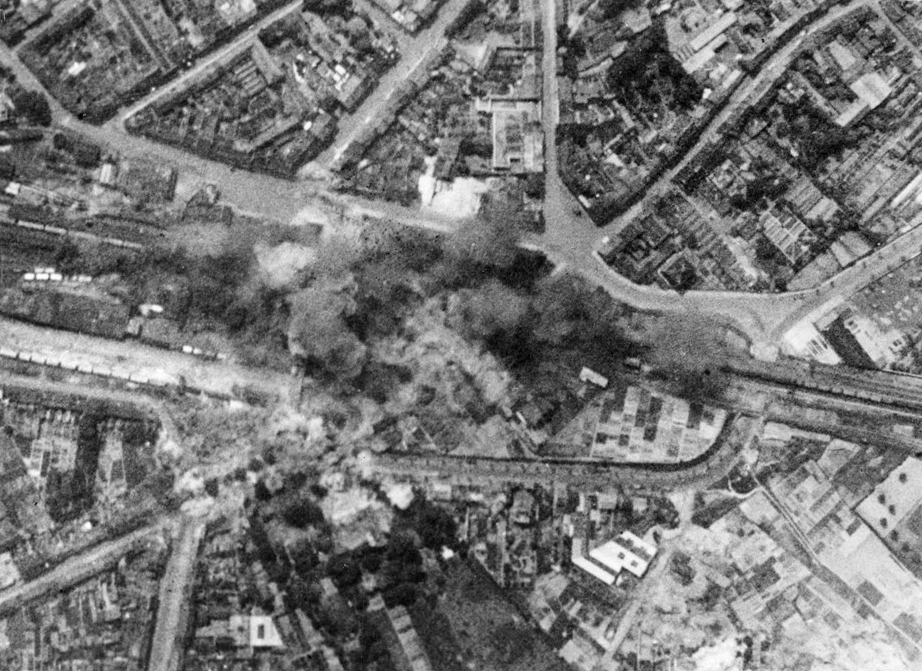
一战后被损毁的阿兹布鲁克市中心（卫星图）

“阿兹布鲁克”一名来源于古荷兰语，其中“Haze”意为“野兔”，“brouck”则意为“沼泽、草原”，该名称与当地历史上的自然生物景观有关。
“阿兹布鲁克”在现代荷兰语中写作“Hazebroeck”，在法国弗拉芒语中则写作“Oazebroeke”。

## 历史
阿兹布鲁克的早期历史尚有待考证，其城市最初于1122年以“Hasbruc”的形式记录于佛兰德伯爵查理一世的手记中，其附近区域被逐渐开垦为农业生产区。中世纪末，法兰西国王查理八世首次征服了阿兹布鲁克，此后该区域先后成为勃艮第低地国和西属尼德兰的一部分，其间，在腓力二世的支持下，阿兹布鲁克地区发展成为一个纺织业中心。17世纪时，阿兹布鲁克多次遭遇黑死病疫情。1678年，根据《尼美根條約》，阿兹布鲁克成为法兰西王国的一部分。法国大革命后，阿兹布鲁克成为北部省的一个市镇，并自1800年起成为该省的一个副省会，下辖阿兹布鲁克区，后于1926年整体并入敦刻尔克区。工业革命期间，阿兹布鲁克成为法国北部重要的区域铁路枢纽，里尔－加来和阿拉斯－敦刻尔克两条铁路在此交汇，当地由此聚集了大量的工商业部门，人口数量快速增加。两次世界大战期间，阿兹布鲁克均受到破坏。二战后，阿兹布鲁克逐渐发展成为一个区域性物流和贸易集散中心，其城市附近出现了多处开发区。

## 地理

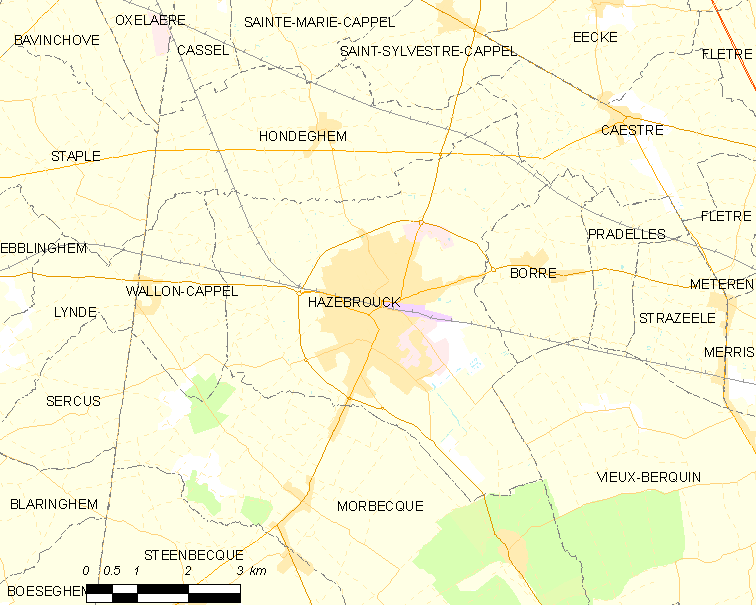
阿兹布鲁克市镇范围地图

阿兹布鲁克位于法国北部，上法兰西大区北部和北部省西北部，距离省会里尔大约43公里。与阿兹布鲁克接壤的市镇包括：旧贝尔坎、瓦隆卡佩勒、博尔、卡斯特尔、翁德盖姆、莫尔贝克。

### 地形
阿兹布鲁克位于西佛兰德平原西部，境内地势较为平坦，南部略有起伏，全境海拔在17到66米之间。

### 水文
阿兹布鲁克附近有多条水渠连接利斯河，属于斯海尔德河流域。

### 植被
阿兹布鲁克属于温带阔叶混交林区，位于市区南部的公共花园（Jardin Public）是当地的一处城市绿地，而林地则分布于多个街区。
在鲜花城市的评比中，阿兹布鲁克被评为2星级鲜花城市。

### 气候
阿兹布鲁克在柯本气候分类法中属于温带海洋性气候。
距离阿兹布鲁克最近的常年气象站位于瓦特境内，以下为该气象站的数据（其中日照数据取自里尔机场）：
| 瓦特1981年－2019年  | 瓦特1981年－2019年 | 瓦特1981年－2019年 | 瓦特1981年－2019年 | 瓦特1981年－2019年 | 瓦特1981年－2019年 | 瓦特1981年－2019年 | 瓦特1981年－2019年 | 瓦特1981年－2019年 | 瓦特1981年－2019年 | 瓦特1981年－2019年 | 瓦特1981年－2019年 | 瓦特1981年－2019年 | 瓦特1981年－2019年 |
| 月份                | 1月                | 2月                | 3月                | 4月                | 5月                | 6月                | 7月                | 8月                | 9月                | 10月               | 11月               | 12月               | 全年               |
| ------------------- | ------------------ | ------------------ | ------------------ | ------------------ | ------------------ | ------------------ | ------------------ | ------------------ | ------------------ | ------------------ | ------------------ | ------------------ | ------------------ |
| 历史最高温 °C（°F） | 15.5 (59.9)        | 19.9 (67.8)        | 23.8 (74.8)        | 28.9 (84.0)        | 32.8 (91.0)        | 35.8 (96.4)        | 37.2 (99.0)        | 37 (99)            | 33.6 (92.5)        | 29.9 (85.8)        | 20.3 (68.5)        | 16.4 (61.5)        | 37.2 (99.0)        |
| 平均高温 °C（°F）   | 7.2 (45.0)         | 7.9 (46.2)         | 11.2 (52.2)        | 14.5 (58.1)        | 18.1 (64.6)        | 20.7 (69.3)        | 23.3 (73.9)        | 23.4 (74.1)        | 20.2 (68.4)        | 15.8 (60.4)        | 10.8 (51.4)        | 7.4 (45.3)         | 15 (59)            |
| 日均气温 °C（°F）   | 4.4 (39.9)         | 4.6 (40.3)         | 7.3 (45.1)         | 9.6 (49.3)         | 13 (55)            | 15.8 (60.4)        | 18.2 (64.8)        | 18.2 (64.8)        | 15.4 (59.7)        | 11.8 (53.2)        | 7.7 (45.9)         | 4.8 (40.6)         | 10.9 (51.6)        |
| 平均低温 °C（°F）   | 1.6 (34.9)         | 1.4 (34.5)         | 3.5 (38.3)         | 4.7 (40.5)         | 8 (46)             | 10.9 (51.6)        | 13.1 (55.6)        | 13 (55)            | 10.6 (51.1)        | 7.9 (46.2)         | 4.6 (40.3)         | 2.1 (35.8)         | 6.8 (44.2)         |
| 历史最低温 °C（°F） | −19.3 (−2.7)       | −14.6 (5.7)        | −9.5 (14.9)        | −4.6 (23.7)        | −1.4 (29.5)        | 1.1 (34.0)         | 4.5 (40.1)         | 4.7 (40.5)         | 1.3 (34.3)         | −6.8 (19.8)        | −9.6 (14.7)        | −13.8 (7.2)        | −19.3 (−2.7)       |
| 平均降水量 mm（）   | 68.4 (2.69)        | 51.4 (2.02)        | 52.3 (2.06)        | 46.9 (1.85)        | 57.2 (2.25)        | 60.2 (2.37)        | 64.6 (2.54)        | 59.6 (2.35)        | 73.9 (2.91)        | 85.1 (3.35)        | 89.8 (3.54)        | 83.2 (3.28)        | 792.6 (31.20)      |
| 月均日照時數        | 65.5               | 70.7               | 121.1              | 172.2              | 193.9              | 206                | 211.3              | 199.5              | 151.9              | 114.4              | 61.4               | 49.6               | 1,617.5            |
| 来源：infoclimat.fr |                    |                    |                    |                    |                    |                    |                    |                    |                    |                    |                    |                    |                    |

## 行政区划
阿兹布鲁克是法国上法兰西大区北部省的一个市镇，编号为59295。阿兹布鲁克隶属于敦刻尔克区和北部省第十五选区，管理阿兹布鲁克县，同时也是内佛兰德市镇公共社区的办公驻地。
法国国家统计与经济研究所（简称）在进行数据统计时，将阿兹布鲁克及相邻的另外3个市镇设为阿兹布鲁克城市核心区及阿兹布鲁克城市区。自2020年起，阿兹布鲁克城市区被包含11个市镇的阿兹布鲁克城市辐射区代替。此外，还将阿兹布鲁克市镇分为了10个“块区”（IRIS），以便于统计人口分布情况。

## 交通

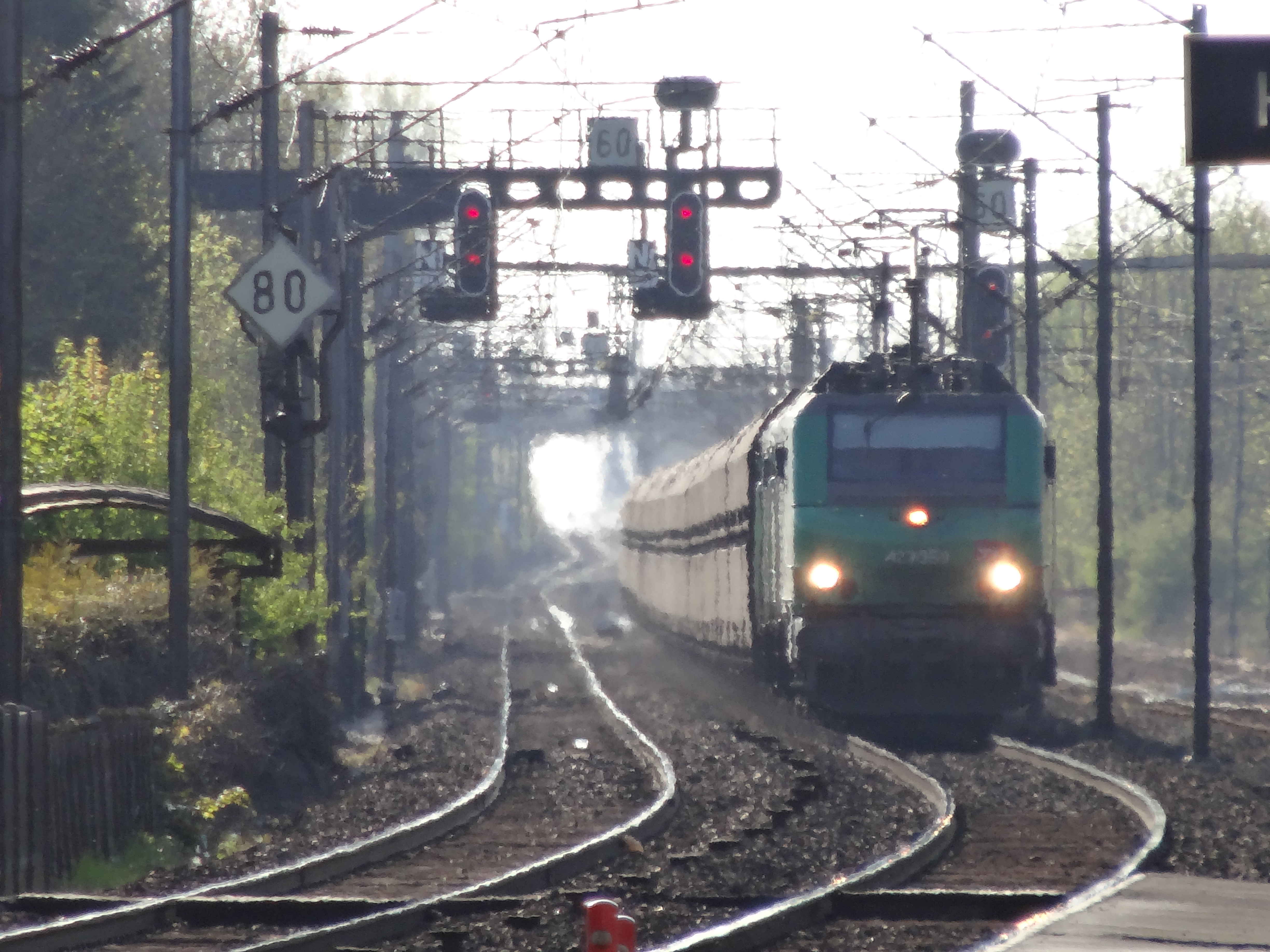
途径阿兹布鲁克的一列货运列车

### 公路
多条北部省省道在阿兹布鲁克境内交汇。
上法兰西大区下属的北部省城际客运提供途径阿兹布鲁克的105线、106线、107线、112线、126线、127线、128线、129线和130线，可前往敦刻尔克、比舍尔、布斯凯普、卡塞勒、巴约勒、梅维尔、乌特凯尔克、勒内斯屈尔等地，并停靠途径的各个市镇。
2017年，74.6%的阿兹布鲁克家庭拥有至少一辆私人汽车。2019年，阿兹布鲁克境内共发生各类交通事故3起，造成1人遇难，4人受伤。

### 铁路
阿兹布鲁克位于里尔－莱丰蒂内特铁路和阿拉斯－敦刻尔克铁路的交汇处，是一个重要的铁路枢纽，是北部-加来海峡矿区和加来及敦刻尔克港口之间的必经之路。阿兹布鲁克站位于市区中部，该站每天停靠约五班往返于巴黎和敦刻尔克之间的高速列车，以及前往里尔、敦刻尔克、加来和贝蒂讷四个方向的区域列车。

### 航空
距离阿兹布鲁克最近的民用航空站为里尔机场，公路里程约49公里；最近的货运机场为梅维尔-卡洛讷机场，公路里程约16公里。

### 城市公共交通
截至2021年6月，阿兹布鲁克暂无城市公共交通系统。

## 政治

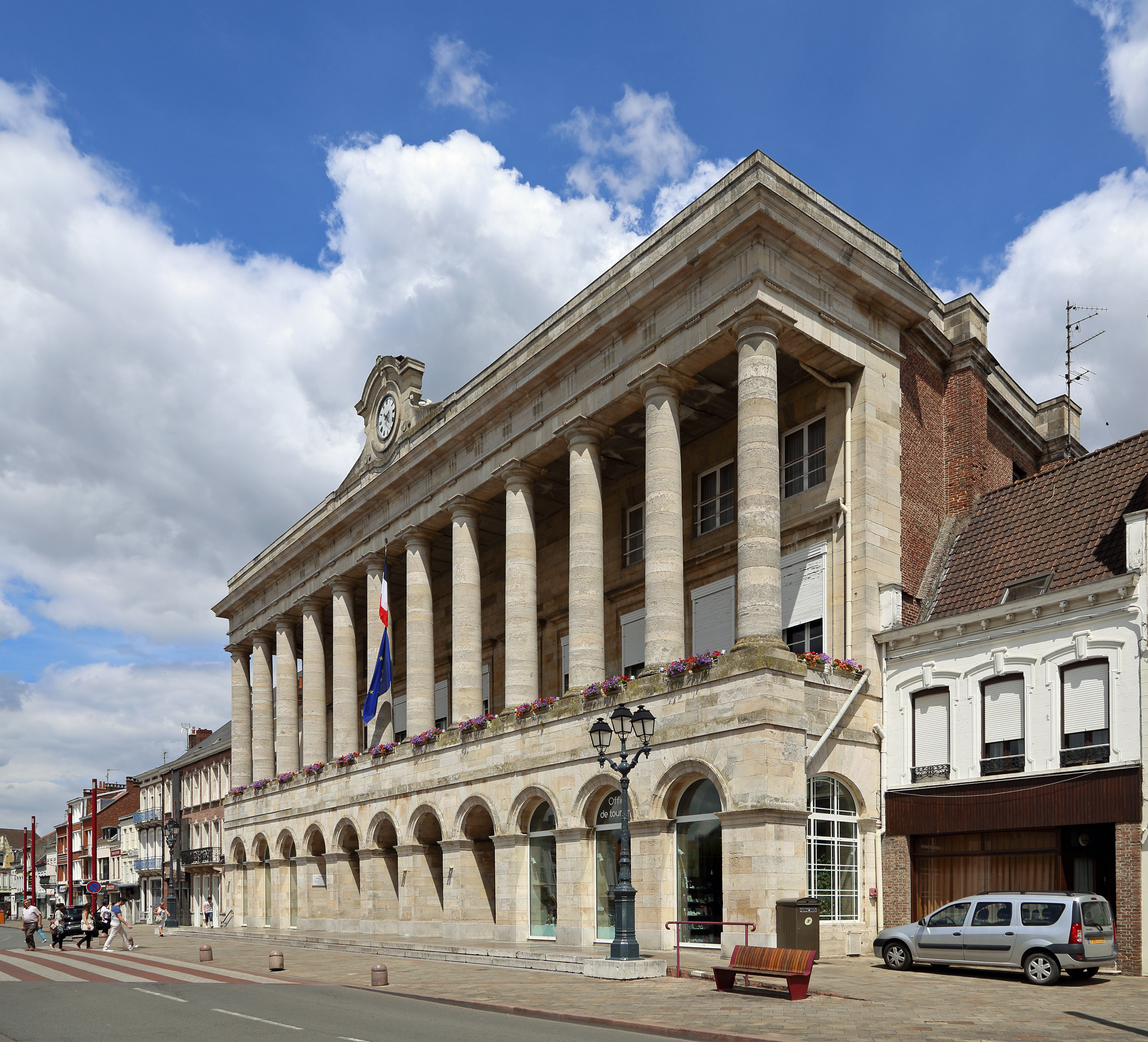
阿兹布鲁克市政厅

阿兹布鲁克的现任市长为瓦朗坦·贝勒瓦尔先生（Valentin Belleval），他是一名右翼无党派人士，在2020年的市政选举中获得了41.96%的支持率。
在2017年的法国总统大选中，法国第25任总统埃马纽埃尔·马克龙在阿兹布鲁克获得了56.19%的支持率。
| 阿兹布鲁克历届市长 |                                          |                   |
| 任期               | 市长                                     | 党派              |
| 1945年－1953年     | Auguste Damette 奥古斯特·达梅特          | DVG左翼无党派人士 |
| 1953年－1971年     | Henri Desbuquois 亨利·德比夸             | MRP人民共和运动   |
| 1971年－1983年     | Amand Moriss 阿芒·莫里斯                 | PS社会党          |
| 1983年－1995年     | Maurice Sergheraert 莫里斯·塞尔格拉特    | DVD右翼无党派人士 |
| 1995年－2008年     | Paul Blondel 保罗·布隆代尔               | DVD右翼无党派人士 |
| 2008年－2014年     | Jean-Pierre Allossery 让-皮埃尔·阿洛斯里 | PS社会党          |
| 2014年－2020年     | Bernard Debaecker 贝尔纳·德巴克          | DVD右翼无党派人士 |
| 2020年－           | Valentin Belleval 瓦朗坦·贝勒瓦尔        | DVD右翼无党派人士 |

## 人口
2018年，阿兹布鲁克市镇人口数量为21,353，在法国排名第431位。其中男性10,188人，女性11,253人，75岁及以上人口占9.3%，外籍人口数量为4,471人，人口密度为815人/平方公里，当地居民被称为（男性）或（女性）。2019年，阿兹布鲁克境内出生204人，死亡人口238人。
| 年份   | 1936   | 1946   | 1954   | 1962   | 1968   | 1975   | 1982   | 1990   | 1999   | 2006   | 2011   | 2016   | 2018   |
| ------ | ------ | ------ | ------ | ------ | ------ | ------ | ------ | ------ | ------ | ------ | ------ | ------ | ------ |
| 人口數 | 15,462 | 14,391 | 15,525 | 17,446 | 19,037 | 19,866 | 20,008 | 20,567 | 21,396 | 21,101 | 21,741 | 21,685 | 21,353 |

## 经济
阿兹布鲁克是一个区域性的中心城市，截至2021年6月，阿兹布鲁克市镇范围内共有各类用人单位2,337家，平均历史为17年，其中98.35%为中小型企业（PME）。（大型零售）、（汽车销售）及（内衣生产）是当地2019年营业额最高的三个企业，分别为72,160,691欧元、27,637,906欧元和19,272,988欧元。

## 财政收入
2019年，阿兹布鲁克的财政收入总额为25,037,600欧元，财政支出总额为24,920,100欧元，当年的债务总额为14,892,500欧元。2020年，阿兹布鲁克共获得6,795,137欧元的国家财政补助，与上一年基本持平。
2017年，阿兹布鲁克的人均月收入总额为1,961欧元，其中高级职员为3,613欧元，低于法国平均水平（4,214欧元）；中级职员为2,218欧元，低于法国平均水平（2,353欧元）；普通职员为1,609欧元，亦低于法国平均水平（1,690欧元）。
2017年，阿兹布鲁克境内的青壮年（15至64岁）失业率为14.4%，当地43.2%的家庭拥有纳税资格，平均纳税2,463欧元，低于法国平均水平（3,888欧元）。

## 社会事务

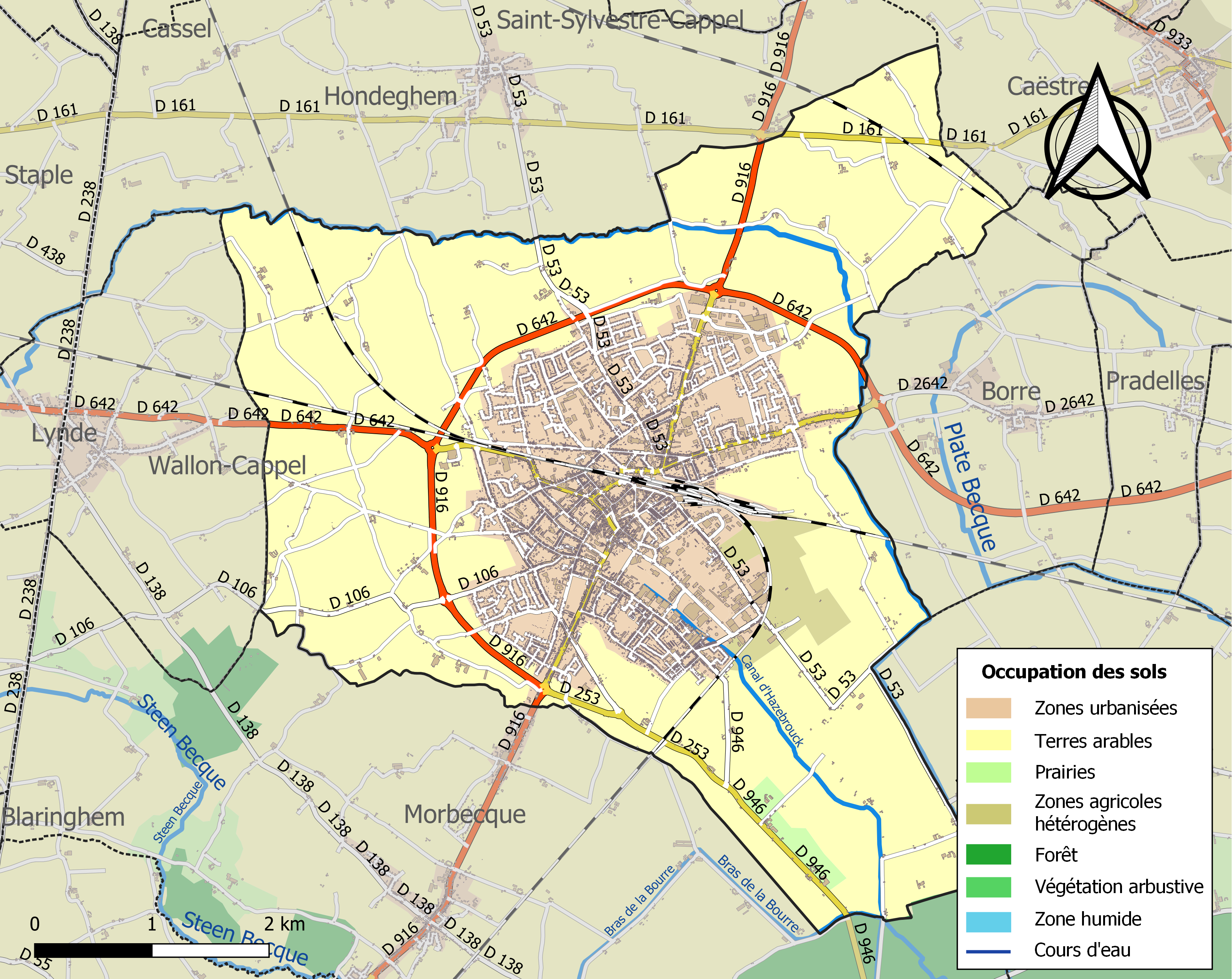
阿兹布鲁克土地利用情况地图

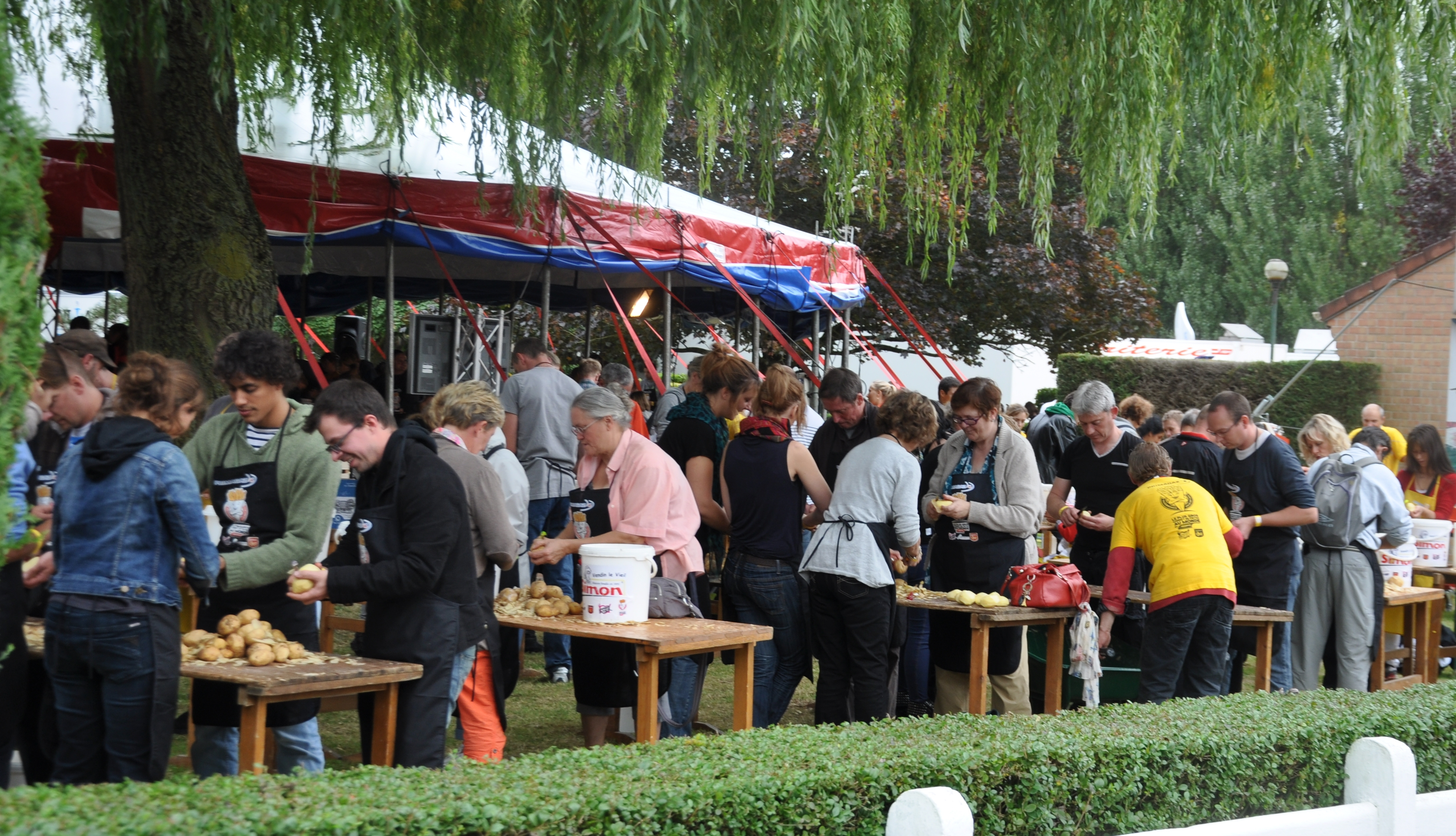
地方文化活动

### 教育
阿兹布鲁克属于里尔学区。截止2019年1月1日，阿兹布鲁克境内共有2所幼儿园、9所小学、3所初级中学、4所普通高中、1所农业高中和1所职业高中。2018至2019学年度，阿兹布鲁克境内共有在校中等教育阶段学生4,669名。

### 医疗
截止2019年1月1日，阿兹布鲁克境内共有全科医生24名、保健师25名、牙医17名、护士24名、眼科医生19名、皮肤科医生2名、助产士4名和妇科医生2名。境内共有药房10家、养老院3家、残疾人帮扶中心6家。
阿兹布鲁克中心医院（Centre Hospitalier d'Hazebrouck）是法国的一个区域性医疗机构，其主病区位于阿兹布鲁克市区，设有床位284个，是当地规模最大的公立综合性医院。

### 住房
2017年，阿兹布鲁克境内共有各类住房9,958套，其中73.3%为独立式居民区，26.5%为集中式居民区。常住房屋占阿兹布鲁克市镇范围内居民建筑总量的92.7%。
在住房保障政策方面，2017年，阿兹布鲁克境内共有2,105户家庭获得了住房经济补助，受益人数占总人口数量的9.8%，其中1,952份为房租补助。

### 商业
2019年，阿兹布鲁克境内共有各类实体商铺451家，其中餐厅51家、大型超市7家、杂货店3家、面包房20家、肉铺10家、书店7家、装饰品店2家、银行门店14家、美容美发店40家、汽车维修店22家。开放式的商业街区位于阿兹布鲁克市区东南部，该区域建有一家E.Leclerc超市和一家Intersport商场。

### 体育
2019年，阿兹布鲁克境内共有1家游泳池、6间体育馆、1座综合体育场、8处网球场、1处马术场、3处足球或橄榄球场以及1处篮球或排球场。
截至2021年6月，阿兹布鲁克境内共有四支注册足球俱乐部。阿兹布鲁克体育俱乐部是当地的代表性足球队，成立于1907年，2021至2022赛季参加上法兰西大区足球联赛。

### 环境
阿兹布鲁克的环境事务由其所属的公共社区负责。2019年，阿兹布鲁克境内暂无污染企业。

### 治安
2019年，阿兹布鲁克市镇范围内共有1处派出所和1处宪兵队。
2014年，阿兹布鲁克及附近地区共发生各类案件1,104起，其中盗窃类案件581起，经济类案件61起，毒品交易类案件188起。

## 文化
2019年，阿兹布鲁克境内共有1家剧场、1家电影院和1家博物馆。阿兹布鲁克市政府提供多媒体中心，每周三、四、五、六向公众开放。

### 建筑
阿兹布鲁克境内有多处历史建筑，其中圣埃卢瓦教堂、圣母教堂等为法国国家文物保护单位。

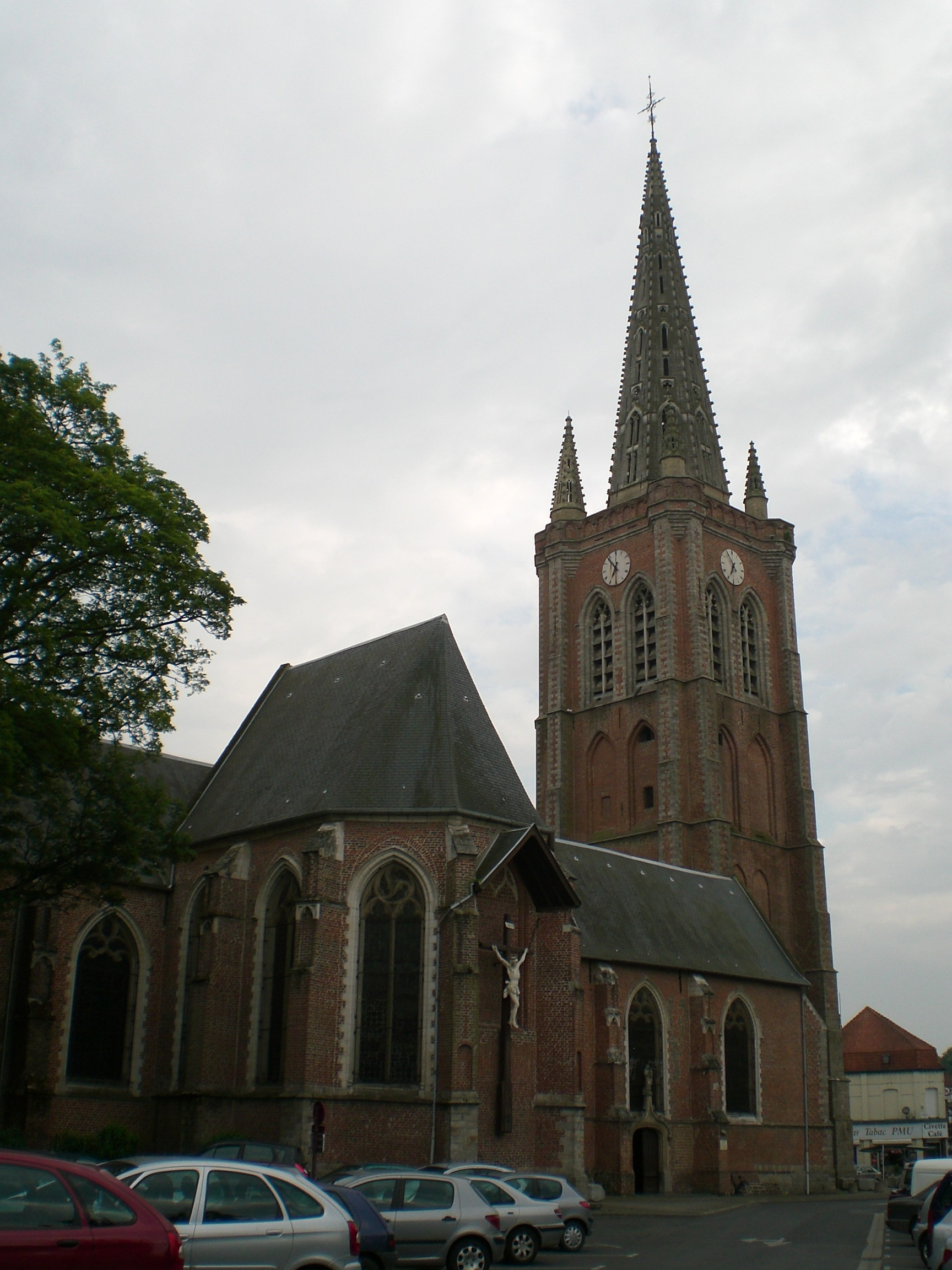
圣埃卢瓦教堂（法语：Église Saint-Éloi d'Hazebrouck）
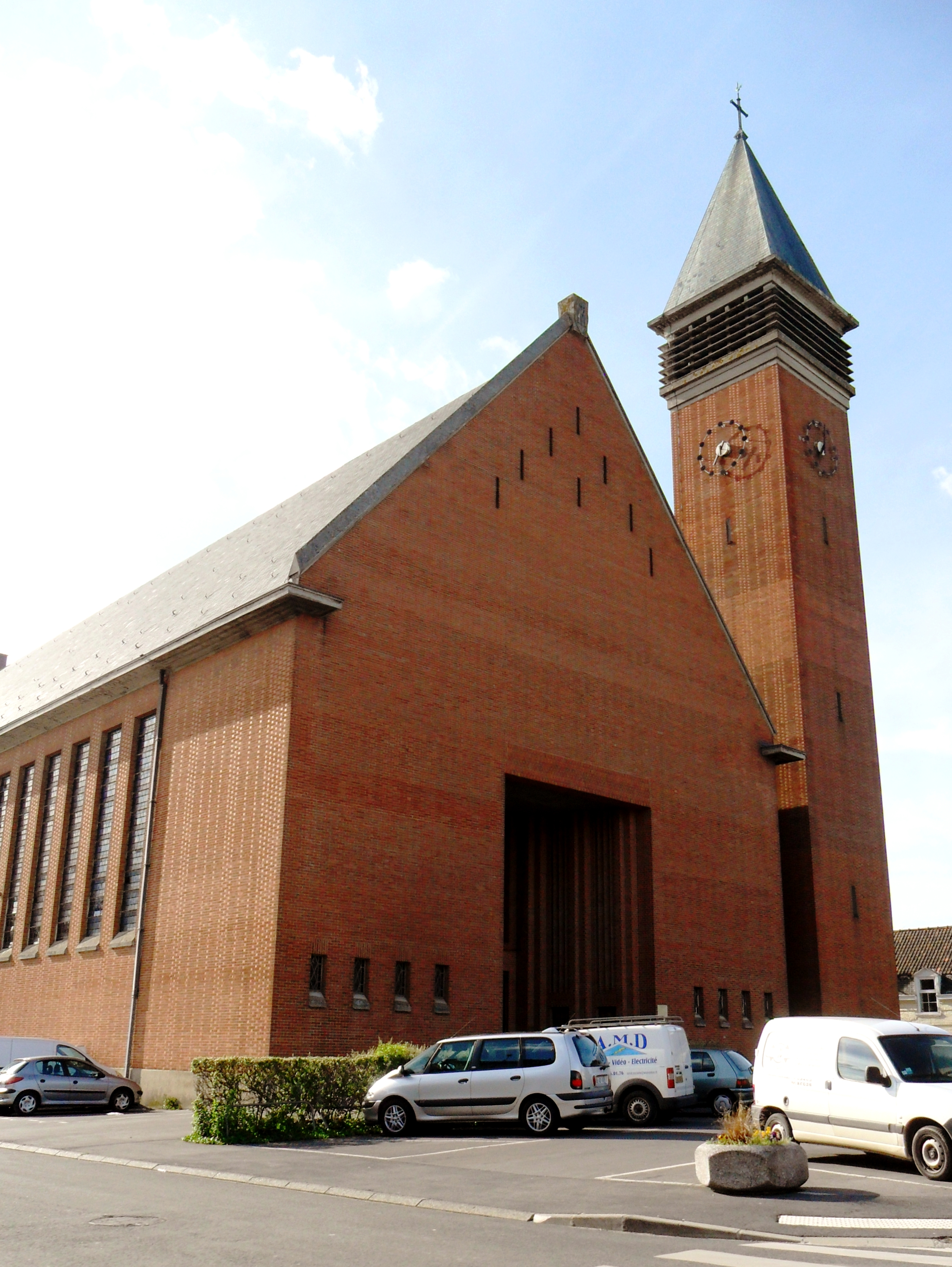
圣母教堂（荷兰语：Onze-Lieve-Vrouwekerk (Hazebroek)）
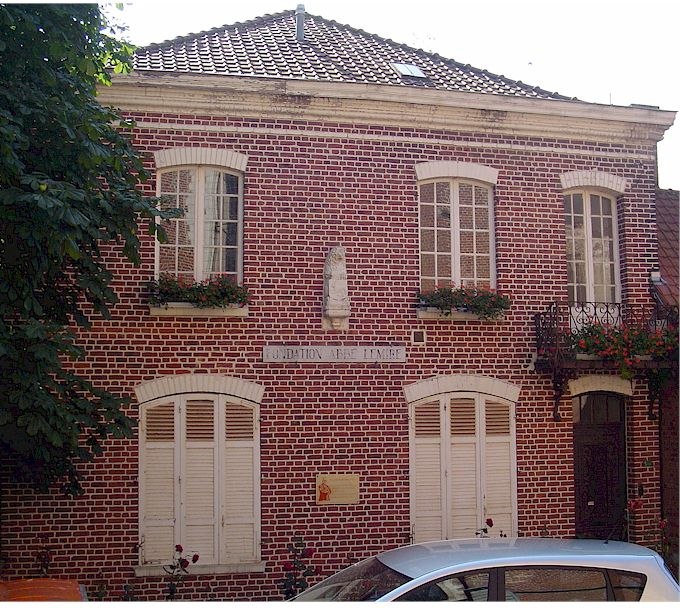
勒米尔修道院
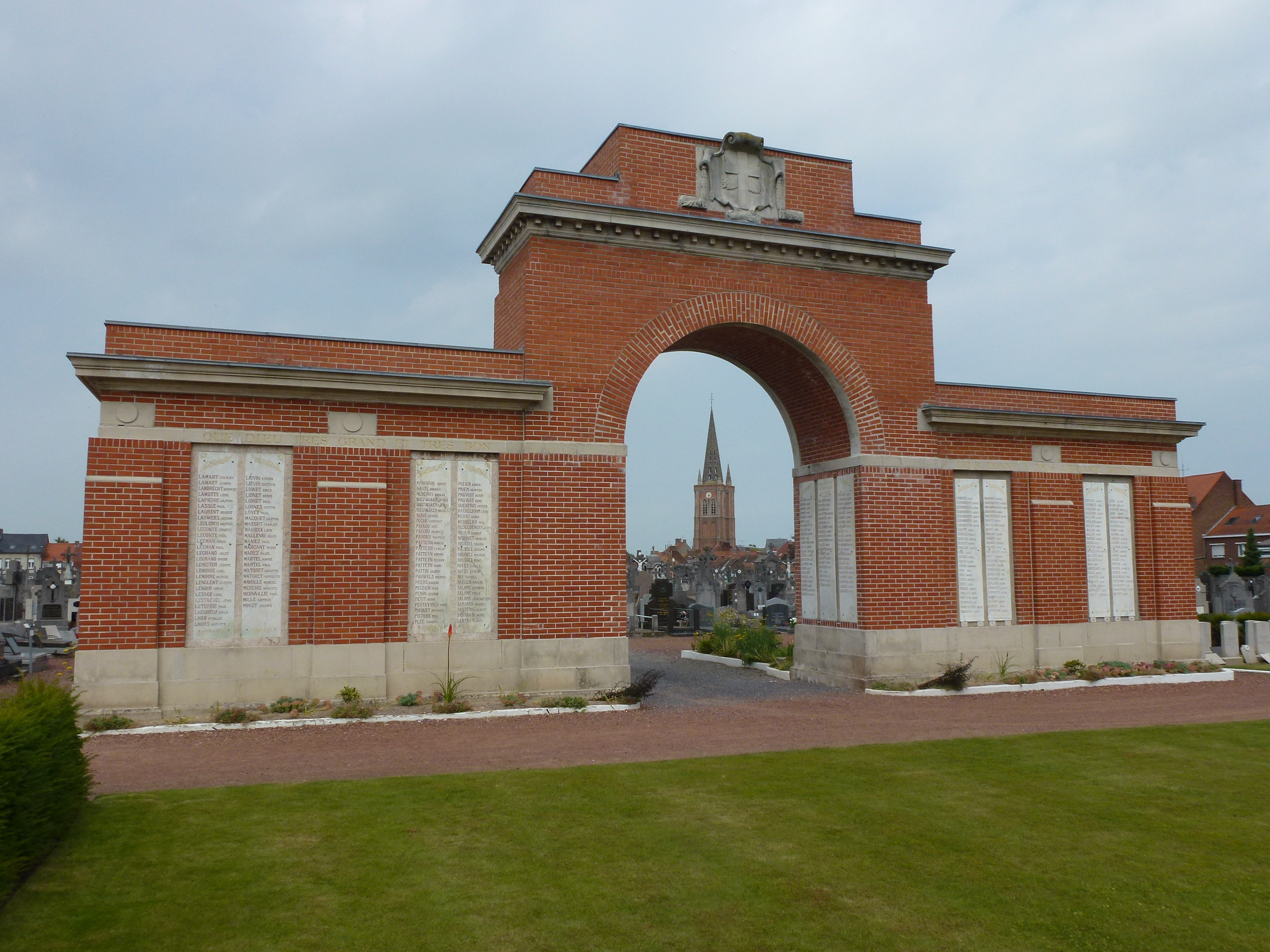
烈士纪念碑
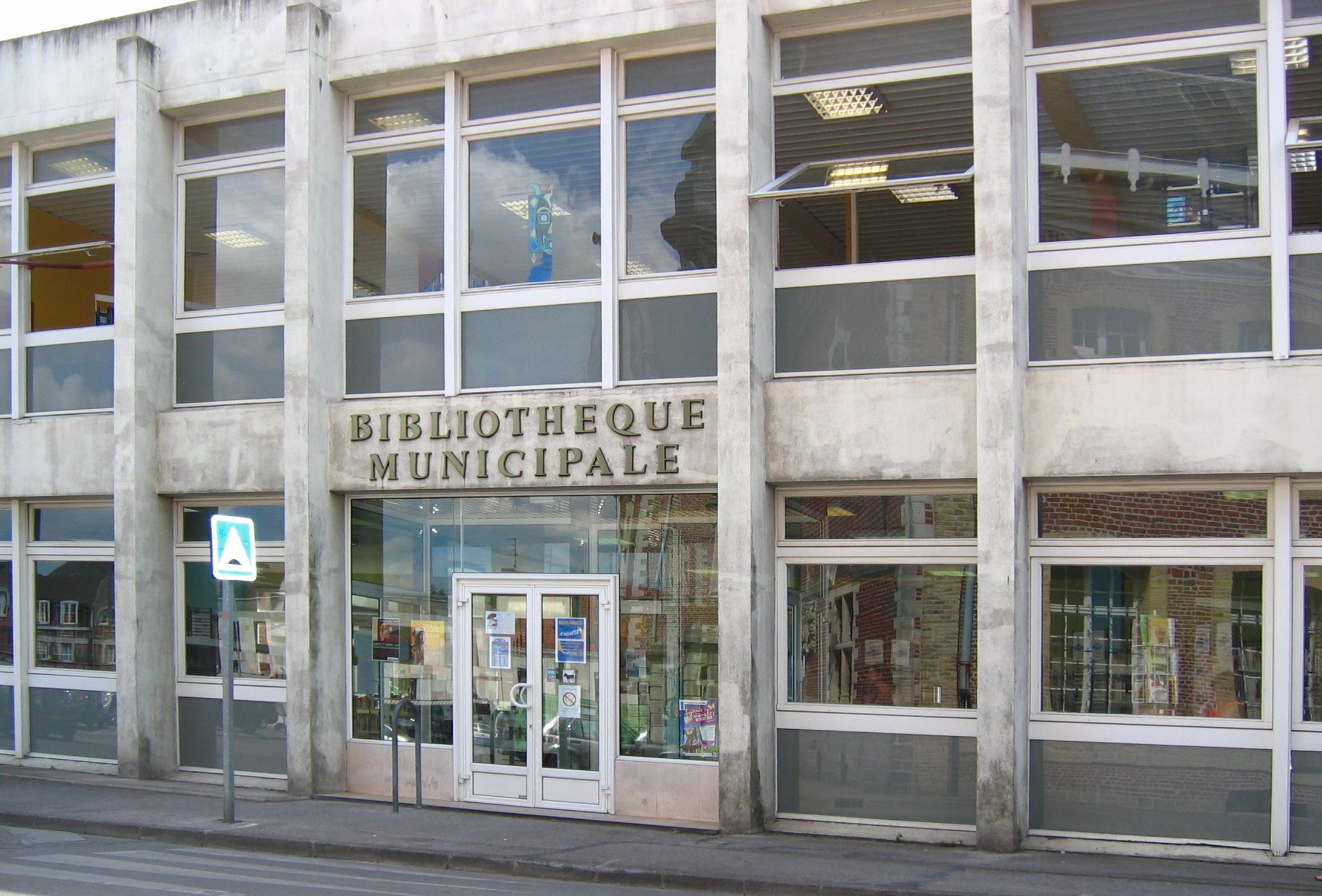
图书馆
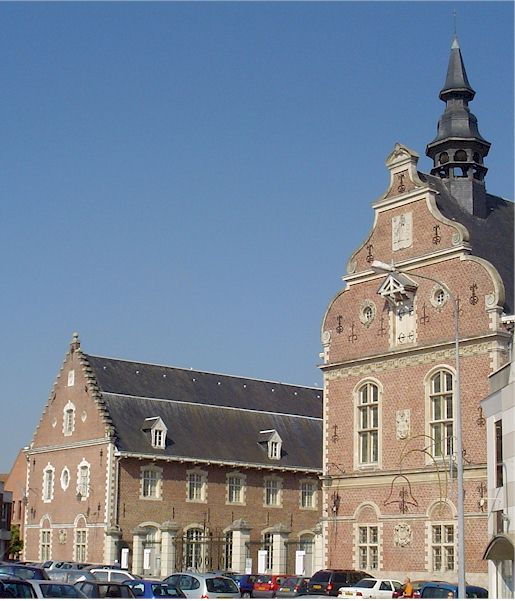
博物馆
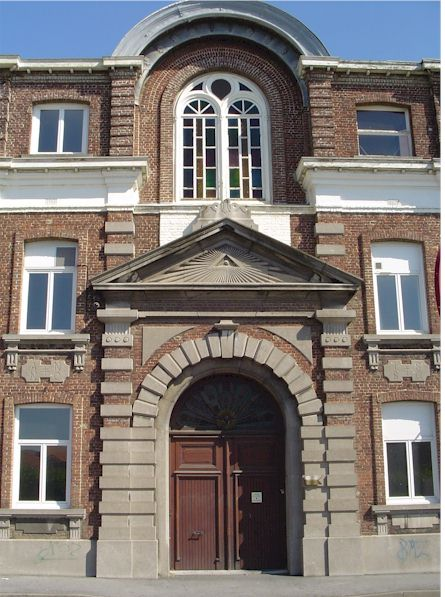
讲堂

### 旅游
阿兹布鲁克的旅游事务由其所属的公共社区负责。2020年，阿兹布鲁克境内共有2家酒店共计36间房间。

### 媒体
法国主要的媒体均可在阿兹布鲁克接收，法国电视三台下属的上法兰西大区频道在部分时段播出阿兹布鲁克所属区域的地方新闻。

## 相关人物
法国昆虫学家皮埃尔·瑞斯坦·马里·马卡尔和自行车运动员塞德里克·瓦瑟尔出生于阿兹布鲁克。

## 友好城市
截至2021年6月，阿兹布鲁克共与三座城市互为友好城市关系：
- 比利时 苏瓦尼
- 德国 科隆波尔兹区（德语：Köln-Porz (Stadtbezirk)）
- 英格兰 法弗舍姆